# Dipluroidea
Dipluroidea è una  superfamiglia di aracnidi migalomorfi che comprende una sola famiglia:
- Dipluridae SIMON, 1889